# Megalomycter
Megalomycter is een geslacht van straalvinnige vissen uit de familie van de langneuzen (Megalomycteridae).